# Reformmötena i Örebro

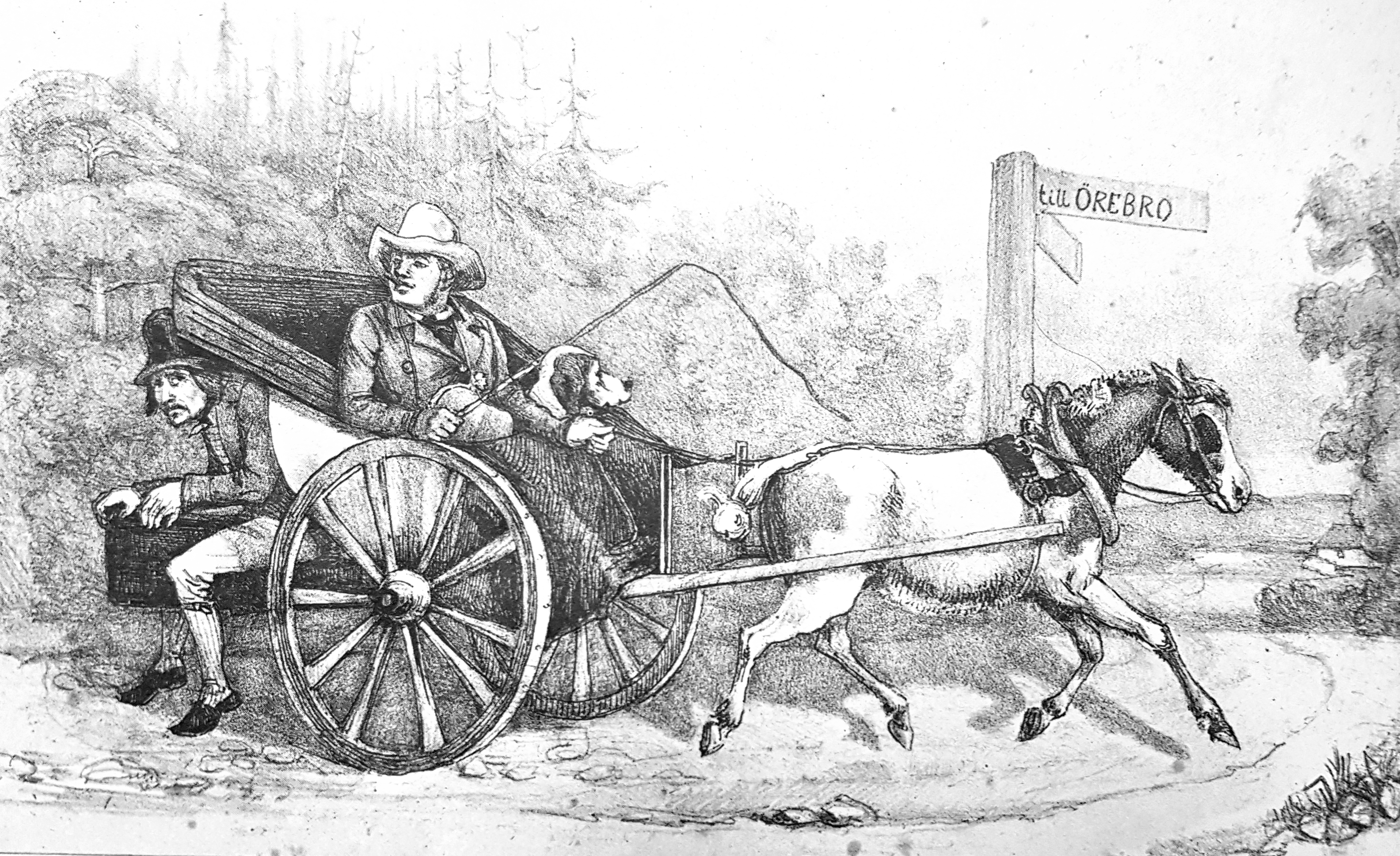
Karikatyrteckning, av Fritz von Dardel, över några mötesdeltagare på väg till 1849 års möte.

Reformmötena i Örebro, eller Örebromötena, kallades tre möten som hölls under åren 1849, 1850 och 1853 i Örebro. Initiativtagare var olika frisinnade och liberala högreståndspersoner. Målet var reformera rösträtten och valförfarandet till Sveriges riksdag, bland annat genom att uppnå valrätt för varje svensk man som fyllt 21 år.

## Bakgrund
Redan i 1840-talets början hade ett "reformvännernas sällskap" bildats i Stockholm, och i mitten av april 1848 träffades ett antal ansedda män på Societetshuset i Örebro för att diskutera dessa frågor. Omkring 150 personer kom då att bilda Nerikes Reformförening.
När kung Oscar I lade fram ett förslag om ett tvåkammarsystem tog Nerikes Reformförening ett initiativ för att hålla fast vid det ursprungliga förslaget om en kammare. Därvid kom det första mötet till stånd. Professor skytteanus Wilhelm Erik Svedelius angav följande skäl till mötena:
| ”                                  | Reformföreningarna satte sig att hålla liksom en egen riksdag för att lära den officiella riksdagen hvad dess frid tillhörde. | „ |
| – Professor Wilhelm Erik Svedelius | |   |

## Första reformmötet
Det första reformmötet öppnades den 4 juni 1849 i Societetssalongen i Örebro. Till ordförande valdes Carl Reinhold Tersmeden på Hinsebergs herrgård och till vice ordförande valdes Olof Hedengren. Det samlade 48 deltagare och leddes av Carl Henrik Anckarsvärd, ägare till Karlslunds herrgård strax utanför Örebro. Många propagerade för en allmän rösträtt, men det tyckte andra var att gå för långt. En avlönad sekreterare, med säte i Örebro, utsågs. Det blev Sven Adolf Hedlund. Professor Olof Wingqvist fick i uppdrag att utarbeta ett representationsförslag.
Mötet höll på i sex dagar. Kung Oscar I hade lagt fram ett reformförslag med stora likheter med ett förslag lagt av Anckarsvärd år 1830, men då detta var ett tvåkammarsystem av norsk modell, och reformvännerna föredrog ett enkammarsystem, avslog de förslaget. (Anckarsvärd yrkade, nästan ensam, på bifall till det kungliga förslaget.)

## Andra reformmötet
Det andra reformmötet öppnades den 18 juni 1850 av Carl Reinhold Tersmeden. Då Tersmeden vägrade att utses till ordförande valdes i stället Thore Petre till det uppdraget. Även detta möte höll på i sex dagar.

## Tredje reformmötet
Det tredje och sista reformmötet ägde rum i juni 1853 och samlade 44 deltagare. Till ordförande valdes Johan Gustaf Askengren.

## Efterspel
Representationsreformen i Sverige genomfördes inte förrän år 1866, framdriven av Lois De Geer, men de första stegen mot denna reform togs sannolikt av Anckarsvärd och hans vänner under de olika reformmötena. Det system som till sist infördes var dock ett tvåkammarsystem snarlikt Oscar I:s förslag. Tvåkammarriksdagen varade fram till 1971. Inte förrän detta år infördes det enkammarsystem vid har idag, och som mer liknar reformvännernas förslag.